# Octopus jollyorum
Octopus jollyorum is een inktvissensoort uit de familie van de Octopodidae. De wetenschappelijke naam van de soort werd voor het eerst geldig gepubliceerd in 2015 door Reid en Wilson.